# Susan Lucci
Susan Victoria Lucci (ur. 23 grudnia 1946 w Scarsdale) – amerykańska aktorka, prezenterka telewizyjna, pisarka i przedsiębiorca.
Stała się rozpoznawalna jako Erica Kane z opery mydlanej ABC Wszystkie moje dzieci (All My Children). Laureatka People’s Choice Award (1992) jako ulubiona aktorka w serialu dziennym. Była 21 razy nominowana do nagrody Emmy dla wybitnej aktorki w serialu dramatycznym. Wygrała tylko raz, w 1999, po 19 nominacjach. 
W 2005 otrzymała własną gwiazdę w Alei Gwiazd w Los Angeles znajdującą się przy 6801 Hollywood Boulevard.

## Życiorys

### Wczesne lata
Urodziła się w Scarsdale w stanie Nowy Jork w rodzinie rzymskokatolickiej jako córka Jeanette i konstruktora budowlanego Victora Lucci. Jej ociec był pochodzenia włoskiego, a matka miała korzenie szwedzkie, niemieckie i francuskie. Dorastała w hrabstwie Westchester i nowojorskim Garden City, gdzie w 1964 ukończyła szkołę średnią Garden City High School i była cheerleaderką. 
Uczęszczała na lekcje tańca. Występowała w szkolnych musicalach takich jak Oklahoma! i Król i ja. W 1968 otrzymała licencjat ukończenia wydziału dramatu w Marymount College przy Fordham University w Tarrytown.

### Kariera
Debiutowała na dużym ekranie w ekranizacji powieści Philipa Rotha Goodbye, Columbus (1969) z Ali MacGraw i Jaclyn Smith. Od 16 stycznia 1970 do 23 września 2011 występowała jako ośmiokrotna rozwódka i matka trójki dzieci Erica Kane w operze mydlanej ABC Wszystkie moje dzieci (All My Children). 
Swoją karierę kontynuowała w komedii Zakochani młodzi lekarze (Young Doctors in Love, 1982) z Sean Young, Crystal Bernard, Tedem McGinleyem, Harry Deanem Stantonem i Janine Turner, sitcomie ABC Statek miłości (The Love Boat, 1982), serialu fantasy ABC Fantastyczna wyspa (Fantasy Island, 1983), telewizyjnym dreszczowcu ABC Wesa Cravena Zaproszenie do piekła (Invitation to Hell, 1984) u boku Roberta Uricha i Joanny Cassidy, serialu ABC Upadły facet (The Fall Guy, 1984) z Lee Majorsem, telewizyjnym dramacie kryminalnym NBC Księżniczka mafii (Mafia Princess, 1986) u boku Tony’ego Curtisa, telewizyjnym dreszczowcu Nawiedzony przez jej przeszłość (Haunted by Her Past, 1987) z Johnem Jamesem oraz operze mydlanej CBS Dallas (1990-1991) jako Hillary Taylor.
Stworzyła na szklanym ekranie typ femme fatale, która będąc mężatką romansuje z młodszym kochankiem w dramatach telewizyjnych: Kobieta, która zgrzeszyła (The Woman Who Sinned, 1991) z Timem Mathesonem i Michaelem Dudikoffem, ABC Między miłością a nienawiścią (Between Love and Hate, 1993) z udziałem Camerona Daddo i Barry’ego Bostwicka oraz Uwiedziony i zdradzony (Seduced and Betrayed, 1995) z Davidem Charvetem.
W latach 1999–2000 występowała na Broadwayu w roli feministki Annie Oakley w musicalu Rekord Annie (Annie Get Your Gun) z muzyką Irvinga Berlina.
Brała udział w siódmej edycji Dancing with the Stars, gdzie jej partnerem był tancerz Tony Dovolani i zajęła 6. miejsce.
Wystąpiła w wideoklipie Glorii Estefan „Hotel Nacional” (2011) i jako babcia w teledysku australijskiej piosenkarki Sii „Santa’s Coming for Us” (2017).

## Życie prywatne
W dniu 13 września 1969 poślubiła austriackiego producenta filmowego Helmuta Hubera. Mają syna Andreasa i córkę Lizę (ur. 1975). Para pozostawała w związku małżeńskim przez 52 lata, aż do śmierci Helmuta 28 marca 2022 w wieku 84 lat.

## Filmografia

### Filmy
- 1969: Żegnaj Kolumbie (Goodbye, Columbus)
- 1982: Zakochani młodzi lekarze (Young Doctors in Love)

### Filmy TV
- 1984: Zaproszenie do piekła (Invitation to Hell) jako Jessica Jones
- 1986: Anastazja: Tajemnica Anny (Anastasia: The Mystery of Anna) jako Darya Romanoff
- 1986: Księżniczka mafii (Mafia Princess) jako Antoinette Giancana
- 1987: Nawiedzony przez jej przeszłość (Haunted by Her Past) jako Karen Beckett
- 1988: Córka mafii (Lady Mobster) jako Laurel Castle
- 1990: Panna młoda w czerni (The Bride in Black) jako Rose D’Amore-Malloy
- 1991: Kobieta, która zgrzeszyła (The Woman Who Sinned) jako Victoria Robeson
- 1992: Podwójna gra (Double Edge) jako Maggie Dutton/Carmen Moore
- 1993: Między miłością a nienawiścią (Between Love and Hate) jako Vivian Conrad
- 1994: Francuski jedwab (French Silk) jako Claire Laurent
- 1995: Ebbie jako Elizabeth „Ebbie” Scrooge
- 1995: Uwiedziony i zdradzony (Seduced and Betrayed) jako Victoria Landers
- 1998: Krew na jej rękach (Blood on Her Hands) jako Isabelle Collins

### Seriale TV
- 1969: Miłość jest wspaniała (Love Is a Many Splendored Thing)
- 1969: As the World Turns
- 1970-2011: Wszystkie moje dzieci (All My Children) jako Erica Kane / Jane / Jane Campbell
- 1976: Mike Douglas zaprasza (The Mike Douglas Show)
- 1982: Statek miłości (The Love Boat) jako Paula
- 1983: Fantastyczna wyspa (Fantasy Island) jako Gina Edwards
- 1984: Upadły facet (The Fall Guy) jako Veronica Remy
- 1990: Saturday Night Live jako gospodarz
- 1990-1991: Dallas jako Hillary Taylor/Sheila Foley Impersonator
- 2004: Opowieści z Kręciołkowa (Higglytown Heroes) jako Weather Person Hero
- 2004: Hope i Faith (Hope & Faith) jako Jacqueline Karr
- 2005: Świat Raven (That’s So Raven) jako pani Romano
- 2006: Jimmy Kimmel na żywo (Jimmy Kimmel Live!)
- 2010-2014: Rozpalić Cleveland (Hot in Cleveland) w roli samej siebie
- 2012: Poślubione armii jako Audrey Whitaker
- 2013: Pokojówki z Beverly Hills (Devious Maids) jako Genevieve Delatour